# Радкевич Борис Олександрович
Борис Олександрович Радкевич (біл. Барыс Аляксандравіч Радкевіч; нар. 14 червня 1974) — білоруський борець греко-римського стилю, чемпіон Європи. Майстер спорту Білорусі міжнародного класу з греко-римської боротьби.

## Життєпис
Боротьбою почав займатися з 1985 року.
Виступав за профспілковий клуб, Гродно. Тренери — Антон Найловець, Іван Черниш.
У 2001 році Борис Радкевич, який ні до, ні після цього не займав призових місць на міжнародних турнірах найвищого рівня, став чемпіоном Європи. У фіналі він несподівано переміг господаря турніру, екс-чемпіона світу, турка Еркана Їлдиза. Білоруські тренери розробили проти турків свою тактику боротьби: на перших же секундах набирати бали, бо потім турки починають потіти і разом з потом виділяється масло, яке робить їх практично невловимими. Радкевичу в перші 30 секунд вдалося провести прийом, який судді оцінили у три бали, і потім втримати перевагу до кінця сутички. Ця перемога стала першою в історії білоруських борців греко-римського стилю в найлегшій ваговій категорії.
Занінчив Гродненський державний університет імені Янки Купали. Працює тренером з греко-римської боротьби в Державній спеціалізованій навчально-спортивній установі «Дитячо-юнацька спортивна школа № 1 Молодечненського райвиконкому».
У Молодечному щорічно проводиться Республіканський турнір з греко-римської боротьби серед юних спортсменів на призи Бориса Радкевича.

## Спортивні результати на міжнародних змаганнях

### Виступи на Чемпіонатах світу
| Змагання                        | Збірна   | Вагова категорія                 | Місце |
| ------------------------------- | -------- | -------------------------------- | ----- |
| Чемпіонат світу з боротьби 1998 | Білорусь | греко-римська боротьба, до 54 кг | 9     |
| Чемпіонат світу з боротьби 1999 | Білорусь | греко-римська боротьба, до 54 кг | 11    |
| Чемпіонат світу з боротьби 2001 | Білорусь | греко-римська боротьба, до 54 кг | 6     |
| Чемпіонат світу з боротьби 2002 | Білорусь | греко-римська боротьба, до 55 кг | 17    |
| Чемпіонат світу з боротьби 2003 | Білорусь | греко-римська боротьба, до 55 кг | 11    |

### Виступи на Чемпіонатах Європи
| Змагання                         | Збірна   | Вагова категорія                 | Місце  |
| -------------------------------- | -------- | -------------------------------- | ------ |
| Чемпіонат Європи з боротьби 2001 | Білорусь | греко-римська боротьба, до 54 кг | Золото |
| Чемпіонат Європи з боротьби 2002 | Білорусь | греко-римська боротьба, до 55 кг | 4      |
| Чемпіонат Європи з боротьби 2003 | Білорусь | греко-римська боротьба, до 55 кг | 4      |

### Виступи на інших змаганнях
| Змагання                                                      | Збірна   | Вагова категорія                 | Місце |
| ------------------------------------------------------------- | -------- | -------------------------------- | ----- |
| Олімпійський кваліфікаційний турнір з боротьби 2000 (Фаенца)  | Білорусь | греко-римська боротьба, до 54 кг | 5     |
| Олімпійський кваліфікаційний турнір з боротьби 2000 (Ташкент) | Білорусь | греко-римська боротьба, до 54 кг | 9     |
| Олімпійський кваліфікаційний турнір з боротьби 2004 (Ташкент) | Білорусь | греко-римська боротьба, до 55 кг | 17    |